# Michel-Jean Simons

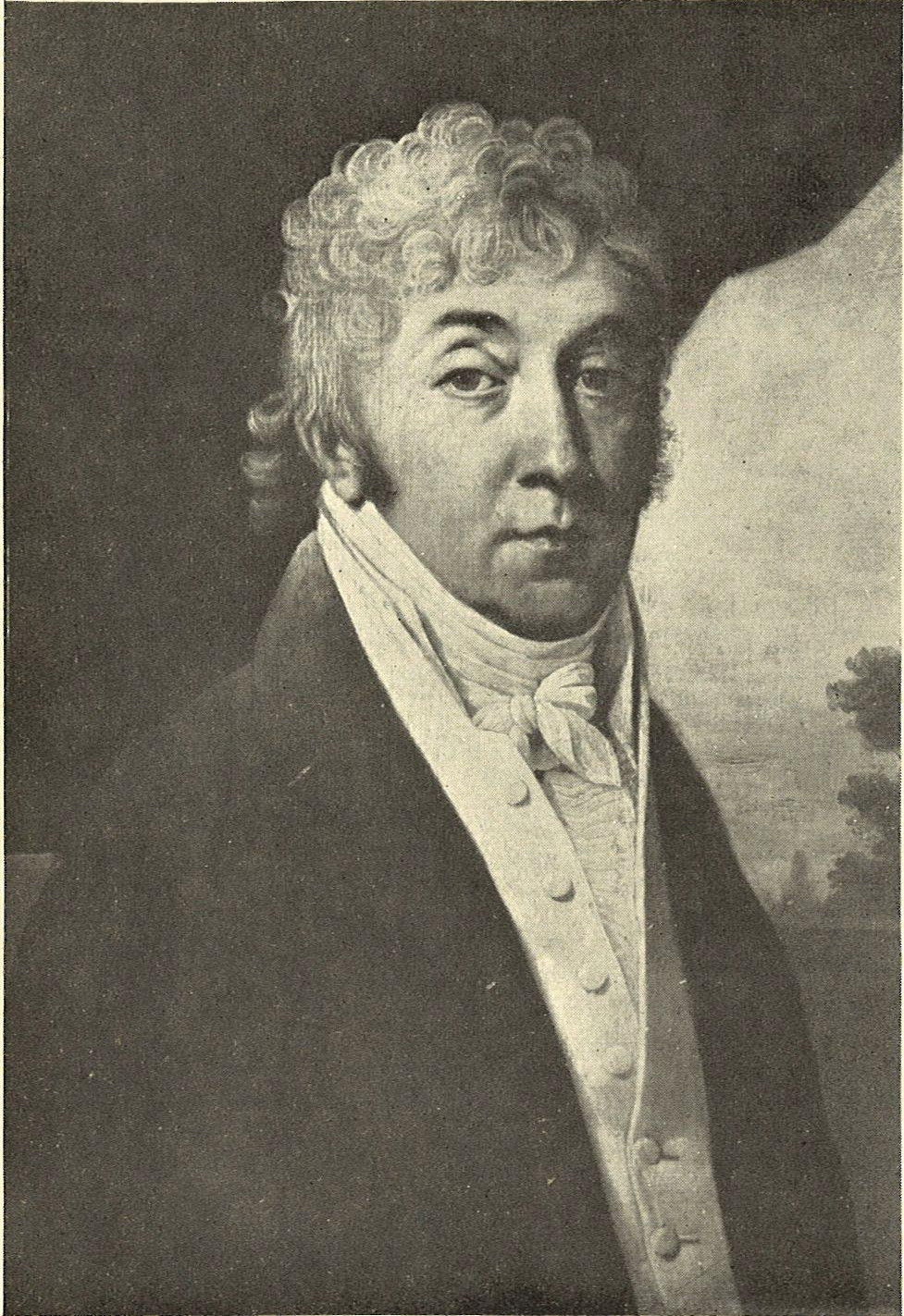
Portretgravure naar Robert Lefèvre

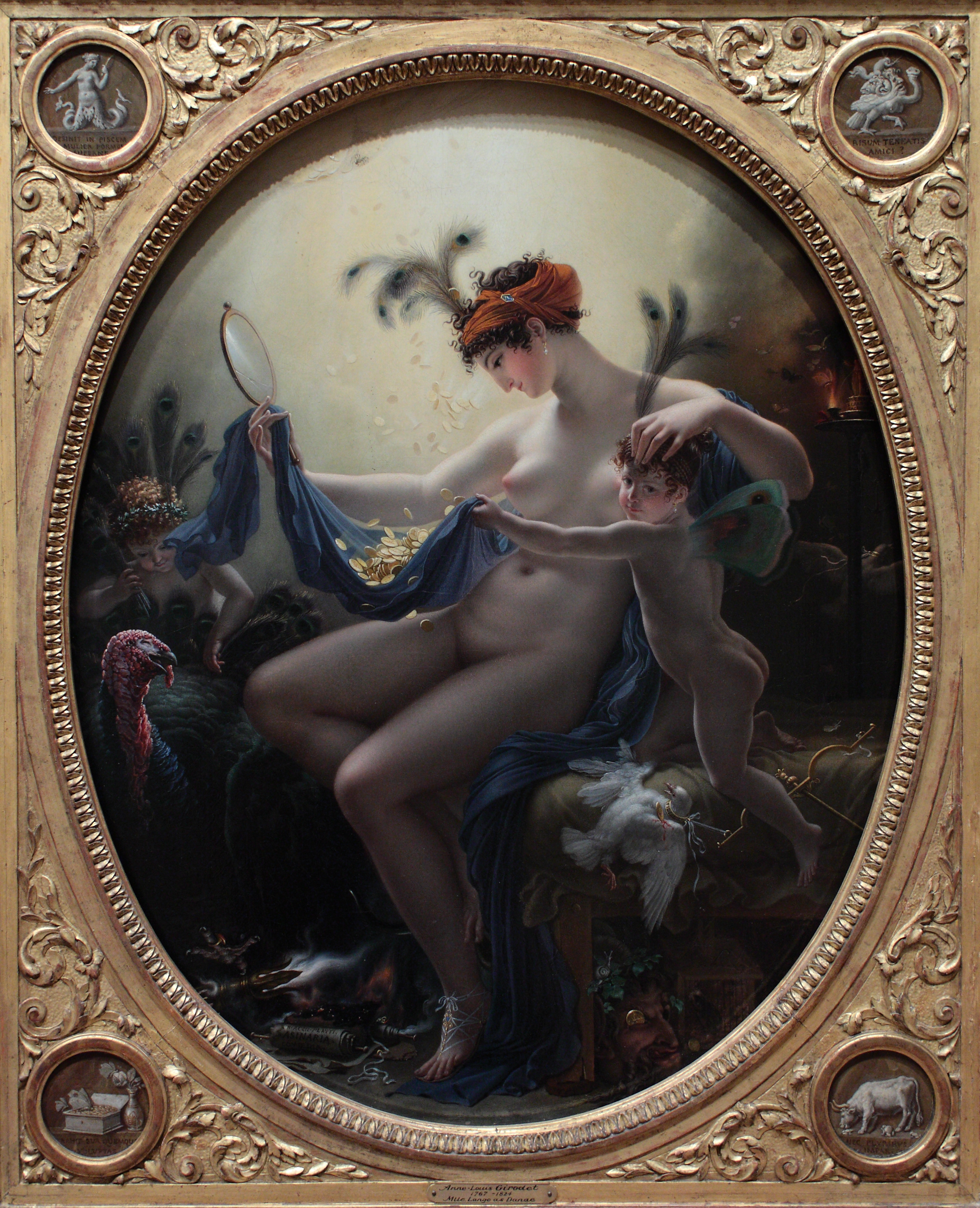
Portret van Mademoiselle Lange als Danaë (1799)

Michel-Jean Simons (30 mei 1762 – 30 januari 1833) was een Zuid-Nederlands ondernemer.

## Leven
Michel was de oudste zoon van Jan Simons, een succesvolle koetsenmaker uit Brussel. Hij begon in deze zaak maar ging al snel zijn eigen weg. Met een startkapitaal van zijn vader begon hij in 1780 bij Simons, Catrice et Cie te Duinkerke, een handelsmaatschappij die verschillende slavenplantages exploiteerde op de suikerkolonie Saint-Domingue. Na de slavenopstand van 1791 verhuisde hij naar Parijs, waar hij vennoot werd van de firma Greffulhe-Montz. Zijn grote fortuin maakte hij dankzij de Franse revolutionaire oorlogen, toen hij op voorstel van Barthélémy Tort de la Sonde (fr) toeleverancier van het leger werd. Daarnaast begon hij in 1796 te Parijs de bank Simons-Werbrouck. Hij voerde complexe operaties uit in de marge van de legaliteit.
In 1797 kocht Simons de opgeheven Sint-Michielsabdij in Antwerpen. Zijn naam (of van zijn broer Henri) werd in 1803 ten overstaan van Napoleon genoemd bij diens bezoek aan Antwerpen, toen het plan voor vestiging van de nieuwe keizerlijke scheepswerf ontstond. De voormalige abdij werd toen het magazijn van de werf.
Onder het Directoire maakte Simons in 1797 door toedoen van Talleyrand kennis met de beroemde actrice en merveilleuse Mademoiselle Lange. Hun relatie werd negatief becommentarieerd in de boulevardpers en ook door de gebroeders Jules en Edmond de Goncourt. Ze kregen een zoon en trouwden op 24 december 1797. Vader Jan Simons huwde Langes vriendin Julie Candeille. Onbedoeld was het huwelijksgeschenk van Mademoiselle Lange aanleiding tot een schandaal. Bij de schilder Girodet bestelde ze in 1798 een portret als Venus, maar ze vond het resultaat maar niets en liet het verwijderen van de Parijse Salon van 1799. De gekrenkte kunstenaar maakte daarop in enkele weken een nieuw portret waarop hij haar afbeeldde als prostituee en Simons als kalkoen (en). Het was net op tijd klaar om nog enkele dagen geëxposeerd te worden op de Salon, wat een destructieve invloed had op het jonge echtpaar.
Onder Napoleon Bonaparte bleef Simons legerleverancier met zijn broer Henri. De Continentale Blokkade leidde tot financiële moeilijkheden, die Simons ertoe dwongen zijn onroerend patrimonium te verkopen. Het kon niet verhinderen dat in 1810 het faillissement werd uitgesproken. Hij keerde terug naar Brussel, terwijl zijn vrouw een scheiding van tafel en bed bekwam.

## Voetnoten
1. ↑  (fr) Plan d'abbaye de St.-Michel, située à Anvers, appartenant aux M.J. Simons et  J. Johannot.. BNF Gallica. Gearchiveerd op 11 maart 2022. Geraadpleegd op 11 maart 2022.
2. ↑  Ernest Van Bruyssel, Histoire politique de l'Escaut, 1864, p.175 e.v.